# Medaillenspiegel der Olympischen Sommerspiele 1932
Diese Tabelle zeigt den Medaillenspiegel der Olympischen Sommerspiele 1932 in Los Angeles. Die Platzierungen sind nach der Anzahl der gewonnenen Goldmedaillen sortiert, gefolgt von der Anzahl der Silber- und Bronzemedaillen. Weisen zwei oder mehr Länder eine identische Medaillenbilanz auf, werden sie alphabetisch geordnet auf dem gleichen Rang geführt. Dies entspricht dem System, das vom Internationalen Olympischen Komitee (IOC) verwendet wird.
27 der 37 teilnehmenden Nationen gewannen in einem der 116 ausgetragenen Wettbewerbe mindestens eine Medaille. Von diesen gewannen 19 mindestens eine Goldmedaille.

## Medaillenspiegel
| Platz | Mannschaft               | Gold | Silber | Bronze | Gesamt |
| ----- | ------------------------ | ---- | ------ | ------ | ------ |
| 01    | Vereinigte Staaten (USA) | 41   | 32     | 30     | 103    |
| 02    | Italien (ITA)            | 12   | 12     | 12     | 36     |
| 03    | Frankreich (FRA)         | 10   | 5      | 4      | 19     |
| 04    | Schweden (SWE)           | 9    | 5      | 9      | 23     |
| 05    | Japan (JPN)              | 7    | 7      | 4      | 18     |
| 06    | Ungarn (HUN)             | 6    | 4      | 5      | 15     |
| 07    | Finnland (FIN)           | 5    | 8      | 12     | 25     |
| 08    | Großbritannien (GBR)     | 4    | 7      | 5      | 16     |
| 09    | Deutsches Reich (GER)    | 3    | 12     | 5      | 20     |
| 10    | Australien (AUS)         | 3    | 1      | 1      | 5      |
| 11    | Argentinien (ARG)        | 3    | 1      | —      | 4      |
| 12    | Kanada (CAN)             | 2    | 5      | 8      | 15     |
| 13    | Niederlande (NED)        | 2    | 5      | —      | 7      |
| 14    | Polen (POL)              | 2    | 1      | 4      | 7      |
| 15    | Südafrika (RSA)          | 2    | —      | 3      | 5      |
| 16    | Irischer Freistaat (IRL) | 2    | —      | —      | 2      |
| 17    | Tschechoslowakei (TCH)   | 1    | 2      | 1      | 4      |
| 18    | Österreich (AUT)         | 1    | 1      | 3      | 5      |
| 19    | Britisch-Indien (IND)    | 1    | —      | —      | 1      |
| 20    | Dänemark (DEN)           | —    | 3      | 3      | 6      |
| 21    | Mexiko (MEX)             | —    | 2      | —      | 2      |
| 22    | Lettland (LAT)           | —    | 1      | —      | 1      |
| 0     | Neuseeland (NZL)         | —    | 1      | —      | 1      |
| 0     | Schweiz (SUI)            | —    | 1      | —      | 1      |
| 25    | Philippinen (PHI)        | —    | —      | 3      | 3      |
| 26    | Spanien (ESP)            | —    | —      | 1      | 1      |
| 0     | Uruguay (URU)            | —    | —      | 1      | 1      |
|       | Gesamt                   | 116  | 116    | 114    | 346    |

## Medaillenspiegel der Kunstwettbewerbe
| Platz | Mannschaft               | Gold | Silber | Bronze | Gesamt |
| ----- | ------------------------ | ---- | ------ | ------ | ------ |
| 01    | Vereinigte Staaten (USA) | 3    | 4      | —      | 7      |
| 02    | Polen (POL)              | 1    | 1      | —      | 2      |
| 03    | Deutsches Reich (GER)    | 1    | —      | 2      | 3      |
| 04    | Frankreich (FRA)         | 1    | —      | —      | 1      |
| 0     | Großbritannien (GBR)     | 1    | —      | —      | 1      |
| 0     | Schweden (SWE)           | 1    | —      | —      | 1      |
| 07    | Dänemark (DEN)           | —    | 2      | —      | 2      |
| 08    | Tschechoslowakei (TCH)   | —    | 1      | 1      | 2      |
| 09    | Ungarn (HUN)             | —    | 1      | —      | 1      |
| 10    | Belgien (BEL)            | —    | —      | 1      | 1      |
| 0     | Kanada (CAN)             | —    | —      | 1      | 1      |
| 0     | Niederlande (NED)        | —    | —      | 1      | 1      |
|       | Gesamt                   | 8    | 9      | 6      | 23     |